# University of California Press

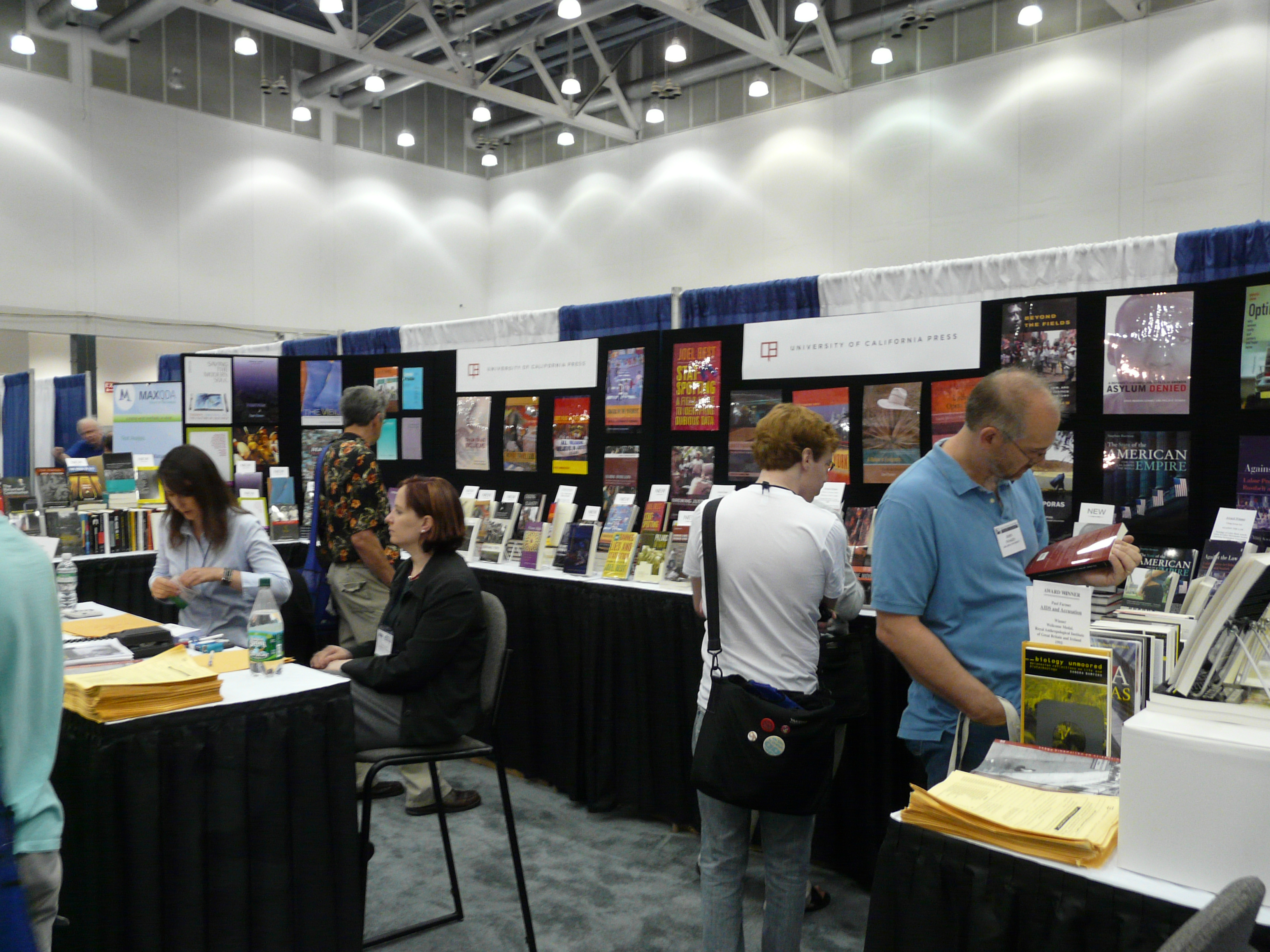
Stoisko University of California Press na konferencji Amerykańskiego Stowarzyszenia Socjologicznego, 2008

University of California Press – amerykańskie wydawnictwo naukowe założone w 1893. Początkowo wydawano tam monografie powstałe na University of California, od lat 50. XX w. uznawane globalne wydawnictwo naukowe. Obecnie (2023) jedno z sześciu największych amerykańskich wydawnictw uniwersyteckich.